# Mid-Season Streamathon 2020
Mid-Season Streamathon 2020 là sự kiện phát trực tiếp thể thao điện tử do Riot Games tổ chức, bao gồm các giải đấu quốc tế và các trận đấu giao hữu từ nhiều khu vực. Sư kiện này được tổ chức thay thế cho sự kiện bị hủy Mid-Season Invitational 2020 vì đại dịch COVID-19 toàn cầu. Mục tiêu chính sự kiện là quyên góp tiền hỗ trợ cứu trợ COVID-19.

## Mid-Season Cup
Mid-Season Cup 2020 là một giải đấu quốc tế có sự góp mặt của 8 đội đến từ LCK (Hàn Quốc) và LPL (Trung Quốc) với mỗi khu vực gồm 4 đội nằm trong top 4 của giải vô địch khu vực mùa xuân. Các trận đấu được thi đấu trực tuyến với ping được tiêu chuẩn hóa để đảm bảo tính toàn vẹn trong cạnh tranh. Tuyển thủ sẽ thi đấu tại chỗ trên sân nhà của giải đấu tương ứng của họ, nhưng không có khán giả trực tiếp. Tổng giải thưởng của giải đấu này là US $ 600.000.

### Đội tuyển tham dự
LCK
- T1
- Gen.G
- DragonX
- DAMWON Gaming

LPL
- JD Gaming
- Top Esports
- FunPlus Phoenix
- Invictus Gaming

### Vòng bảng
- Thể thức thi đấu: vòng tròn một lượt & Bo1

Bảng A
| VT | Đội             | T | B | Đ  |
| -- | --------------- | - | - | -- |
| 1  | FunPlus Phoenix | 2 | 1 | 1  |
| 2  | Top Esports     | 2 | 1 | 1  |
| 3  | DAMWON Gaming   | 1 | 2 | −1 |
| 4  | T1              | 1 | 2 | −1 |

Bảng B
| VT | Đội             | T | B | Đ  |
| -- | --------------- | - | - | -- |
| 1  | Gen.G           | 2 | 1 | 1  |
| 2  | JD Gaming       | 2 | 1 | 1  |
| 3  | DragonX         | 2 | 1 | 1  |
| 4  | Invictus Gaming | 0 | 3 | −3 |

Tiebreakers
|  | Bảng B tiebreaker (Trận 1) | Bảng B tiebreaker (Trận 1) | Bảng B tiebreaker (Trận 1) |  |  | Bảng B tiebreaker (Trận 2) | Bảng B tiebreaker (Trận 2) | Bảng B tiebreaker (Trận 2) |
|  |                            |                            |                            |  |  |                            |                            |                            |
|  |                            |                            |                            |  |  | DragonX                    | DragonX                    | B                          |
|  | DragonX                    | DragonX                    | T                          |  |  | JD Gaming                  | JD Gaming                  | T                          |
|  | Gen.G                      | Gen.G                      | B                          |  |  |                            |                            |                            |

### Vòng loại trực tiếp
- Thể thức thi đấu: Best-of-five

|  | Bán kết         | Bán kết         | Bán kết     |             |                 | Chung kết       | Chung kết | Chung kết |  |
|  |                 |                 |             |             |                 |                 |           |           |  |
|  | JD Gaming       | JD Gaming       | 1           |             |                 |                 |           |           |  |
|  | JD Gaming       | JD Gaming       | 1           |             |                 |                 |           |           |  |
|  | FunPlus Phoenix | FunPlus Phoenix | 3           |             |                 |                 |           |           |  |
|  | FunPlus Phoenix | FunPlus Phoenix | 3           |             | FunPlus Phoenix | FunPlus Phoenix | 1         |           |  |
|  |                 |                 |             |             | FunPlus Phoenix | FunPlus Phoenix | 1         |           |  |
|  |                 |                 | Top Esports | Top Esports | 3               |                 |           |           |  |
|  | Top Esports     | Top Esports     | Top Esports | Top Esports | 3               | 3               |           |           |  |
|  | Top Esports     | Top Esports     |             |             |                 |                 |           |           |  |
|  | Gen.G           | Gen.G           | 0           |             |                 |                 |           |           |  |

### Xếp hạng
| Xếp hạng | Đội             | Giải thưởng (USD) | (%)   |
| -------- | --------------- | ----------------- | ----- |
| 1        | Top Esports     | $240,000          | 40%   |
| 2        | FunPlus Phoenix | $120.000          | 20%   |
| 3-4      | JD Gaming       | $ 60.000          | 10%   |
| 3-4      | Gen.G           | $ 60.000          | 10%   |
| 5-6      | DAMWON Gaming   | $40.000           | 6,67% |
| 5-6      | DragonX         | $40.000           | 6,67% |
| 7-8      | T1              | $20.000           | 3,33% |
| 7-8      | Invictus Gaming | $20.000           | 3,33% |

## Mid-Season Showdown
Mid-Season Showdown 2020 là một giải đấu quốc tế có sự góp mặt của hai đội hàng đầu đến từ giải mùa xuân là VCS (Việt Nam) và PCS (Đài Loan, Hồng Kông, Ma Cao và Đông Nam Á). Các trận đấu được thi đấu trực tuyến với ping được tiêu chuẩn hóa nhân tạo để đảm bảo tính toàn vẹn trong cạnh tranh.

### Đội tuyển tham dự
PCS
- Talon Esports
- Machi Esports

VCS
- Team Flash
- GAM Esports

### Vòng bảng
- Thể thức thi đấu: vòng tròn hai lượt & Bo1

### Vòng loại trực tiếp
- Thể thức thi đấu: Best-of-five

|  | Bán kết       | Bán kết       | Bán kết |  |  | Chung kết     | Chung kết     | Chung kết |
|  |               |               |         |  |  |               |               |           |
|  |               |               |         |  |  | Talon Esports | Talon Esports | 3         |
|  | Machi Esports | Machi Esports | 1       |  |  | Team Flash    | Team Flash    | 1         |
|  | Team Flash    | Team Flash    | 3       |  |  |               |               |           |

## EU Face-Off

### Đội tuyển tham dự
- LEC Kings
- The French Zoo
- German Pingus
- Double Crunch Italy
- Polska Gurom
- ALTOKEKW Españita

### Vòng bảng
- Thể thức thi đấu: vòng tròn một lượt & Bo1

Bảng A
| VT | Đội               | T | B | Đ |
| -- | ----------------- | - | - | - |
| 1  | LEC Kings         | 1 | 1 | 0 |
| 2  | German Pingus     | 1 | 1 | 0 |
| 3  | ALTOKEKW Españita | 1 | 1 | 0 |

Bảng B
| VT | Đội                 | T | B | Đ  |
| -- | ------------------- | - | - | -- |
| 1  | The French Zoo      | 2 | 0 | 2  |
| 2  | Polska Gurom        | 1 | 1 | 0  |
| 3  | Double Crunch Italy | 0 | 2 | −2 |

### Vòng loại trực tiếp
- Thể thức thi đấu: Best-of-one

|  | Bán kết        | Bán kết        | Bán kết        |                |           | Chung kết | Chung kết | Chung kết |  |
|  |                |                |                |                |           |           |           |           |  |
|  | LEC Kings      | LEC Kings      | T              |                |           |           |           |           |  |
|  | LEC Kings      | LEC Kings      | T              |                |           |           |           |           |  |
|  | Polska Gurom   | Polska Gurom   | B              |                |           |           |           |           |  |
|  | Polska Gurom   | Polska Gurom   | B              |                | LEC Kings | LEC Kings | B         |           |  |
|  |                |                |                |                | LEC Kings | LEC Kings | B         |           |  |
|  |                |                | The French Zoo | The French Zoo | T         |           |           |           |  |
|  | The French Zoo | The French Zoo | The French Zoo | The French Zoo | T         | T         |           |           |  |
|  | The French Zoo | The French Zoo |                |                |           |           |           |           |  |
|  | German Pingus  | German Pingus  | B              |                |           |           |           |           |  |